# Tectaria pubens
Tectaria pubens är en ormbunkeart som beskrevs av Robbin C. Moran. Tectaria pubens ingår i släktet Tectaria och familjen Tectariaceae. Inga underarter finns listade.